# Ліпниця-Велика (Новосондецький повіт)
Ліпниця-Велика (пол. Lipnica Wielka) — село в Польщі, у гміні Коженна Новосондецького повіту Малопольського воєводства.
Населення — 1928 осіб (2011).
У 1975-1998 роках село належало до Новосондецького воєводства.

## Демографія
Демографічна структура станом на 31 березня 2011 року:
|          | Загалом | Допрацездатний вік | Працездатний вік | Постпрацездатний вік |
| -------- | ------- | ------------------ | ---------------- | -------------------- |
| Чоловіки | 980     | 251                | 642              | 87                   |
| Жінки    | 948     | 255                | 532              | 161                  |
| Разом    | 1928    | 506                | 1174             | 248                  |